# ニコラ・パシーニ
ニコラ・パジーニ（Nicola Pasini、1991年4月10日 - ）は、イタリア、キアヴェンナ出身のサッカー選手である。ポジションはDF。
2007年、イタリアU-17代表に選ばれた。

## 所属クラブ
- ジェノアCFC 2011-2015

→ カッラレーゼ・カルチョ（期限付き移籍） 2011-2012
→ スペツィア・カルチョ（期限付き移籍） 2012-2013
→ ヴェネツィアFC（期限付き移籍） 2013-2014
→ USピストイエーゼ1921（期限付き移籍） 2014-2015
→ カルピFC（期限付き移籍） 2015
- USピストイエーゼ1921 2015-2016
- バッサーノ・ヴィルトゥス55ST 2016-2018
- LRヴィチェンツァ 2018-

| スタブアイコン | サブスタブ | この項目は、まだ閲覧者の調べものの参照としては役立たない、サッカー選手に関連した書きかけの項目です。この項目を加筆・訂正などしてくださる協力者を求めています（P:サッカー/PJ:サッカー選手/PJ:女子サッカー）。 |